# Fuera de campo
Fuera de campo es el tercer álbum de estudio de Dënver lanzado en 20 de junio de 2013. 
El disco cuenta con la colaboración del músico chileno Cristóbal Briceño (Fother Muckers, Ases Falsos y Los Mil Jinetes) y es el primer disco del dúo producido íntegramente por Milton Mahan.

## Lista de canciones
Todas las canciones escritas y compuestas por Milton Mahan, Mariana Montenegro y Juan Pablo Abalo. 
| N.º | Título                                    | Vocalista principal       | Duración |  |
| 1.  | «Las fuerzas»                             | Montenegro                | 3:50     |  |
| 2.  | «Revista de Gimnasia»                     | Mahan                     | 3:50     |  |
| 3.  | «Profundidad de campo»                    | Montenegro, Mahan         | 3:49     |  |
| 4.  | «Tu peor rival»                           | Mahan                     | 5:26     |  |
| 5.  | «Concentración de campos»                 | Cristóbal Briceño y Mahan | 4:56     |  |
| 6.  | «El árbol magnético ataca por sorpresa»   | Mahan, Montenegro         | 7:11     |  |
| 7.  | «Medio mal»                               | Montenegro, Mahan         | 4:35     |  |
| 8.  | «Mejor más allá»                          | Mahan                     | 5:25     |  |
| 9.  | «Torneo local»                            | Mahan, Montenegro         | 4:31     |  |
| 10. | «Medio loca (hasta el bikini me estorba)» | Montenegro                | 4:45     |  |

## Personal
Dënver
- Milton Mahan: Voz, coros, bajo, guitarras y teclados.
- Mariana Montenegro: Voz, coros y teclados.

Músicos invitados
- Cristóbal Briceño: Voz en «Concentración de campos».
- Nicolás Arancibia: Batería, Bajo en «Tu peor rival», «Revista de Gimnasia» y «Profundidad de campo».
- Matías Sierra: Guitarra en «Tu peor rival».
- Mauricio Castillo: Trompeta.
- Héctor Briceño: Trombón.
- Diego Albert Cárdenas: Corno Francés.
- María Eugenia Villegas: Arpa.
- Jeremías Pinto: Flauta traversa.
- Cecilia Becerra: Violín.
- Abel Romero: Violín.
- Pawel Sliwinski: Violín.
- Juan Luis Matuz: Violín.
- Bogdan Budziszewski: Violín.
- Luis Meza: Violín.
- Mariana Andrade: Violín.
- Nancy Cortés: Violín.
- Jorge Delezé: Violas
- Judith Reyes: Violas
- Fabiola Reyes: Chelo.
- Salomón Guerrero: Chelo.

Producción
- Milton: Producción, arreglos, edición y mezcla.
- Mariana Montenegro: arreglos y producción ejecutiva.
- Juan Pablo Abalo: arreglos.
- Pablo Muñoz: edición, mezcla e ingeniero de sonido.
- Christopher Matthew Sansom: masterización.
- Aldo Benincasa: producción ejecutiva.
- Cristián Heyne: estrategias finales.

## Recepción

### Listas
| País                      | Publicación        | Puesto | Lista                                              |
| ------------------------- | ------------------ | ------ | -------------------------------------------------- |
| Bandera de Estados Unidos | Club Fonograma     | 3      | Best Albums of 2013 (Las mejores álbumes del 2013) |
| Bandera de Costa Rica     | Dance to the Radio | 8      | Los mejores 30 discos del 2013                     |
| Bandera de Chile          | Fotech             | 3      | Los 10 discos chilenos del 2013                    |
| Bandera de México         | Me hace ruido      | 4      | Los mejores discos en español de 2013              |
| Bandera de México         | Rockereando        | 5      | Los 10 mejores discos del 2013 en español          |

Canciones
| País                      | Publicación    | Canción                                   | Puesto | Lista                                               |
| ------------------------- | -------------- | ----------------------------------------- | ------ | --------------------------------------------------- |
| Bandera de Estados Unidos | Club Fonograma | «Revista de Gimnasia»                     | 2      | Best Songs of 2013 (Las mejores canciones del 2013) |
| Bandera de Estados Unidos | Club Fonograma | «Medio loca (hasta el bikini me estorba)» | 33     | Best Songs of 2013 (Las mejores canciones del 2013) |
| Bandera de Estados Unidos | Club Fonograma | «Las fuerzas»                             | 59     | Best Songs of 2013 (Las mejores canciones del 2013) |
| Bandera de México         | Me hace ruido  | «Revista de Gimnasia»                     | 4      | Las mejores canciones en español de 2013            |

Videos musicales
| País                      | Publicación     | Canción               | Puesto | Lista                                                                 |
| ------------------------- | --------------- | --------------------- | ------ | --------------------------------------------------------------------- |
| Bandera de Estados Unidos | Club Fonograma  | «Revista de Gimnasia» | 1      | Best Music Videos of 2013 (Los mejores videos musicales del 2013)     |
| Bandera de Estados Unidos | Remezcla Música | «Revista de Gimnasia» | 4      | The Best Music Videos of 2013 (Los mejores videos musicales del 2013) |

## Promoción

### Tour "La gira de campo"
| Año  | Fecha            | Ciudad              | País      | Lugar                                                         |
| ---- | ---------------- | ------------------- | --------- | ------------------------------------------------------------- |
| 2013 | 27 de julio      | Santiago            | Chile     | Teatro Cariola                                                |
| 2013 | 3 de agosto      | Concepción          | Chile     | Sala Dos                                                      |
| 2013 | 10 de agosto     | Valparaíso          | Chile     | Teatro Duoc                                                   |
| 2013 | 12 de septiembre | México D.F.         | México    | El Imperial                                                   |
| 2013 | 13 de septiembre | México D.F.         | México    | Dobermann Bar                                                 |
| 2013 | 14 de septiembre | México D.F.         | México    | Bar Caradura                                                  |
| 2013 | 4 de octubre     | Santiago            | Chile     | La Batuta                                                     |
| 2013 | 18 de octubre    | Antofagasta         | Chile     | Americanino Sessions, Sala Fusa                               |
| 2013 | 19 de octubre    | Antofagasta         | Chile     | Americanino Sessions, Sala Fusa                               |
| 2013 | 25 de octubre    | Mendoza             | Argentina | Festival Bilateral, Espacio Cultural Julio Le Parc            |
| 2013 | 29 de octubre    | Santiago            | Chile     | Centro El Cerro                                               |
| 2013 | 9 de noviembre   | Santiago            | Chile     | Gay Parade Chile, Teatro Caupolicán                           |
| 2013 | 19 de noviembre  | Santiago            | Chile     | Reforeston, Centro GAM                                        |
| 2013 | 23 de noviembre  | Santiago            | Chile     | Feria Pulsar, Centro Cultural Estación Mapocho                |
| 2013 | 30 de noviembre  | Santiago            | Chile     | Bar el Clan                                                   |
| 2013 | 7 de diciembre   | Talca               | Chile     | Americanino Sessions, Centro de Extensión UCM                 |
| 2013 | 14 de diciembre  | San Pedro de la Paz | Chile     | Festival Get Loud Converse, Anfiteatro de San Pedro de la Paz |
| 2013 | 21 de diciembre  | Farellones          | Chile     | Festival Bellastock, Parque de Montaña Farellones             |
| 2013 | 29 de diciembre  | Santiago            | Chile     | Sala SCD                                                      |